# Music from and Inspired by the Motion Picture 8 Mile
Music from and Inspired by the Motion Picture 8 Mile är soundtrackalbumet till filmen 8 Mile från 2002.

## Låtlista
1. Eminem - Lose Yourself
2. Obie Trice - Love Me ft. Eminem, 50 Cent
3. Eminem - 8 Mile
4. Obie Trice - Adrenaline Rush
5. 50 Cent - Places To Go
6. D12 - Rap Game
7. Freeway - 8 Miles And Runnin feat. Jay-Z
8. Alvin Joiner - Spitshine
9. Macy Gray - Time Of My Life
10. Nas - U Wanna Be Me
11. 50 Cent - Wanksta
12. Boomkat - Wastin' My Time
13. Rakim - R.A.K.I.M.
14. Young Zee - That's My Nigga Fo' Real
15. Gang Starr - Battle
16. Eminem - Rabbit Run